# Carla-de-Roquefort
Carla-de-Roquefort – miejscowość i gmina we Francji, w regionie Oksytania, w departamencie Ariège.
Według danych na rok 2010 gminę zamieszkiwały 154 osoby, a gęstość zaludnienia wynosiła 16 osób/km².